# Hollywood Fats
Hollywood Fats (* 17. Mai 1954, Los Angeles, Kalifornien, als Michael Leonard Mann; † 8. Dezember 1986) war ein US-amerikanischer Bluesgitarrist.

## Leben
Er begann im Alter von zehn Jahren mit dem Gitarrespiel. Nachdem er als Teenager den Blues entdeckt hatte, fuhr ihn seine Mutter in verschiedene Bluesclubs in South Central Los Angeles, wo er verschiedene Größen der Bluesmusik hörte und mit ihnen spielte. Er trat mit Shakey Jake Harris, Magic Sam, Buddy Guy und Junior Wells auf. Nachdem er in den 1970ern mit dem Mundharmonikaspieler James Harman gearbeitet hatte und kurze Zeit bei Canned Heat spielte (Tondokument: Canned Heat in Concert), gründete er mit dem Mundharmonikaspieler Al Blake, dem Pianisten Fred Kaplan, dem Schlagzeuger Richard Innes und dem Bassisten Larry Taylor die Hollywood Fats Band. 1979 veröffentlichte die Band ihr einziges Album. Nicht lange danach löste sich die Band auf, Mann spielte danach wieder mit James Harman und einer Band namens Dino´s Revenge, mit der er auch live spielte.
1986 trafen sich die Mitglieder von The Hollywood Fats Band und spielten einen Gig, bei dem sie sich entschlossen, wieder gemeinsam aufzutreten. Nach der anschließenden Feier mit Freunden starb Hollywood Fats aber an einer Überdosis Heroin.

## Diskografie
| Jahr | Titel                                         | Label                    | Anmerkungen                                                              |
| ---- | --------------------------------------------- | ------------------------ | ------------------------------------------------------------------------ |
| 1979 | The Hollywood Fats Band                       | PBR                      | –                                                                        |
| 1979 | In Concert - King Biscuit Flower Hour 1979    | PBR                      | Mit Canned Heat                                                          |
| 1993 | Rock This House                               | Black Top                | Re-issue des 1979er Albums                                               |
| 2002 | Hollywood Fats Band                           | CrossCut (German)        | The complete 1979 recordings                                             |
| 2006 | Larger Than Life                              | Delta Groove Productions | Unveröffentlichte Live-Aufnahmen                                         |
| 2008 | Hollywood Fats & The Paladins – Live 1985     | TopCat Records TCT6082   | Recorded live at the Greenville Bar & Grill, Dallas Texas, December 1985 |
| 1986 | Dino’s Revenge – Live at Madame Wong’s – 1986 | Falco Productions        | Recorded live at Madame Wong’s West, Santa Monica, CA – November 1986    |